# Elias Phisoana Ramaema
Elias Phisoana Ramaema (nacido en 1933) fue Presidente de la Junta Militar de Lesoto desde el 2 de mayo de 1991 hasta el 2 de abril de 1993.
| Predecesor: Metsing Lekhanya | Presidente de la Junta Militar de Lesoto 1991 - 1993 | Sucesor: Ntsu Mokhehle |

- Datos: Q1272683